# Mammoth (Arizona)
Mammoth è una città degli Stati Uniti d'America, situata nello Stato dell'Arizona, nella Contea di Pinal.